# 住宅・都市整備公団
住宅・都市整備公団（じゅうたく・としせいびこうだん）は、かつて存在した特殊法人。住宅・都市整備公団法により、都市地域の居住環境の良好な集団住宅及び宅地の大規模な供給や市街地開発事業を目的に1981年（昭和56年）10月1日設立され、日本住宅公団ならびに宅地開発公団の業務を承継した。1999年（平成11年）10月1日解散。業務は都市基盤整備公団に承継された後、2004年（平成16年）7月に都市再生機構（UR都市機構）へ移管された。略称は住都公団（じゅうとこうだん）。

## 概要

### 業務
住宅及び宅地ならびに関連施設の建設または造成、賃貸、その他の管理及び譲渡のほか、土地区画整理事業、新住宅市街地開発事業、市街地再開発事業、新都市基盤整備事業、住宅街区整備事業などの施行、都市公園における公園施設の設置や管理などを行った。
旧地方鉄道法による地方鉄道業を行うことも業務の範囲とされており、千葉ニュータウンへのアクセスとして千葉ニュータウン線を開業させた。また、建設大臣の認可を受けて宅地に関連する一定の業務を行う事業に投資をすることができ、北総開発鉄道（現在の北総鉄道）に資本参加していた。

### 財務及び会計
公団は事業年度毎に建設大臣から、予算等の認可、財務諸表を承認された。一方で資金の借入のほか、住宅・都市整備債券、特別住宅債券ならびに宅地債券の発行を行い、日本国政府の債務保証が認可された。

## 備考
当公団発足当時、大都市で急速な人口増加により住宅の量と質が共に不備劣悪な状況にあり、近代的で良質な設計の防火集合住宅を低廉なコストで大量に庶民に提供することで生活環境と文化面を向上する効果があった。そのような住宅不足の中で民間デベロッパーによる宅地造成や住宅建設も実施されたが、概して利益優先で地域の乱開発が促進され、虫食い現象が見られた。開発の秩序を守り、環境破壊を低減防止して良好な宅地と住宅を供給するため、地域全体を綿密な都市計画のマスタープランに基づいて開発することが肝要となるが、実現には膨大な資金の調達と行政側の支援が必要となり、民間資本では限界がある。こうした時代背景の中で公団の果たした役割は大きく、特に新住宅市街地開発法に基づいた大規模ニュータウン開発は公団の存在が必要な事業だった。

マイナス面として1980年代に住宅都市整備公団が造成した愛知県小牧市にある桃花台ニュータウンがあり、地盤沈下が発生して問題となっている。
また、1989年（平成元年）から1993年（平成5年）に多摩ニュータウンで分譲されたマンション「ベルコリーヌ南大沢」は建物の手抜き工事が発覚し、46棟中20棟が建て直しされた。また、会計検査院から工事に無駄があるのではないかと指摘され、公団の工事コストが本当に経済的だったかについては当時から疑問が持たれていた。